# 1962-es magyar vívóbajnokság
Az 1962-es magyar vívóbajnokság az ötvenhetedik magyar bajnokság volt. A férfi tőrbajnokságot június 18-án rendezték meg, a párbajtőrbajnokságot június 22-én, a kardbajnokságot június 23-án, a női tőrbajnokságot pedig június 19-én, mindet Budapesten, a Nemzeti Sportcsarnokban.

## Eredmények
| Versenyszám          | Arany                      | Arany | Ezüst                           | Ezüst | Bronz                        | Bronz |
| -------------------- | -------------------------- | ----- | ------------------------------- | ----- | ---------------------------- | ----- |
| Férfi tőrvívás       | Gyuricza József Bp. Honvéd |       | Marosi József OSC               |       | Plagányi Attila OSC          |       |
| Férfi párbajtőrvívás | Kulcsár Győző OSC          |       | Nemere Zoltán Vasas SC          |       | Schmitt Pál Bp. Vörös Meteor |       |
| Férfi kardvívás      | Bakonyi Péter Bp. Honvéd   |       | Horváth Zoltán Bp. Vörös Meteor |       | dr. Mendelényi Tamás BVSC    |       |
| Női tőrvívás         | Rejtő Ildikó Újpesti Dózsa |       | Gulácsy Mária Bp. Honvéd        |       | Székely Tiborné BVSC         |       |